# Ткаленко Олександр Сергійович
Олександр Сергійович Ткаленко (5 серпня 1959, Херсон — 25 листопада 2009) — український політик, Народний депутат України.

## Біографія

Могила Олександра Ткаленка

Народився 5 серпня 1959 року в Херсоні в сім'ї робітника. Закінчив Київський політехнічний інститут за спеціальністю інженер-теплоенергетик, Українську академію державного управління при Президентові України, де здобув кваліфікацію магістра державного управління. Військову службу проходив у Сибірському військовому окрузі, капітан запасу. З 1992 року — Голова Херсонської обласної організації Народного Руху України.
Працював: на Херсонській ТЕЦ майстром, заступником начальника цеху; у Секретаріаті Верховної Ради України — помічником-консультантом народного депутата України; заступником начальника управління з питань внутрішньої політики, начальником відділу у справах релігій Херсонської облдержадміністрації. У жовтні 2003 року з принципових позицій залишив посаду за власним бажанням.
Із лютого 2005 року — народний депутат України, обраний за виборчим списком блоку «Наша Україна». Був членом фракції «Народний Рух України» і Комітету Верховної Ради України з питань боротьби з організованою злочинністю та корупцією.
Помер у 50-річному віці 25 листопада 2009 року від онкологічного захворювання. Похований в Києві на Байковому кладовищі (ділянка № 33, 50°25′8.60″ пн. ш. 30°30′10.30″ сх. д. / 50.4190556° пн. ш. 30.5028611° сх. д.).